# Gonomyia adamsoni
Gonomyia adamsoni är en tvåvingeart som beskrevs av Alexander 1932. Gonomyia adamsoni ingår i släktet Gonomyia och familjen småharkrankar. Inga underarter finns listade i Catalogue of Life.